# Elkiesova trinomska krivulja
Elkiesova trinomska krivulja pripada skupini večjega števila krivulj, ki jih obravnavamo kot hipereliptične krivulje. Te krivulje so takšne, da racionalne točke na njih  odgovarjajo trinomskim polinomom, ki dajejo razširitev Q določenim Galoisovim grupam.
Prvi jih je konstruiral ameriški matematik in šahovski velemojster Noam David Elkies (rojen 1966).
Ena izmed krivulj C168 nam da Galoisovo grupo z oznako PSL(2,7) iz  polinoma stopnje sedem. Druga krivulja C1344 daje Galoisovo grupo AL(8).
Enačba krivulje C168 je     
{\displaystyle y^{2}=x(81x^{5}+396x^{4}+738x^{3}+660x^{2}+269x+48)}
Krivulja C1344 pa ima enačbo 
{\displaystyle y^{2}=2x^{6}+4x^{5}+36x^{4}+16x^{3}-45x^{2}+190x+1241}.